# Trióxido-sulfato de ditelúrio (IV)
Trióxido-sulfato de ditelúrio IV é um composto inorgânico do telúrio, um oxi-sal do elemento com a fórmula química Te
2O
3SO
4
. É um sólido cristalino branco, solúvel em água gerando uma solução incolor, altamente ácida por hidrólise, no qual o telúrio está presente em seu estado de oxidação +4. Esse composto é produzido dissolvendo-se o dióxido de telúrio em ácido sulfúrico concentrado (98%), ou o telúrio elementar em ácido sulfúrico a altas temperaturas, cerca de 300°C.

## Síntese e Reações
Te
2O
3SO
4
 é produzido reagindo dióxido de telúrio com ácido sulfúrico:
2TeO
2 + H
2SO
4  →  Te
2O
3SO
4 + H
2O

A dissolução de Te elementar em H
2SO
4
 frio ou levemente aquecido inicialmente gera uma solução vermelho-púrpura contendo o íon Te2+
4
, mas o forte aquecimento dessa mistura leva à oxidação adicional do telúrio, gerando o precipitado branco de Te
2O
3SO
4
.
2Te + 5H
2SO
4  →  Te
2O
3SO
4 + 4SO
2 + 5H
2O
 (~300°C)
O trioxo-sulfato de ditelúrio sofre hidrólise em solução aquosa, formando outras espécies catiônicas de hidroxi-telúrio IV, ácido teluroso e ácido sulfúrico, tornando a solução fortemente ácida. Em meio mais diluído, a hidrólise pode ser completa, produzindo uma turvação branca na solução devido à precipitação de TeO
2
 hidratado.
Te
2O
3SO
4 + 3H
2O  →  2[Te(OH)
3]+ + SO2–
4
 (solução concentrada)
Te
2O
3SO
4 + 3H
2O  →  2H
2TeO
3 + H
2SO
4
 (solução diluída)

## Segurança[3]
Te
2O
3SO
4
 é tóxico e corrosivo devido à hidrólise ácida. Como todos os compostos de telúrio, ele é tóxico por ingestão, inalação ou absorção pela pele. A absorção do telúrio no organismo pode levar ao desenvolvimento de um mau-hálito repulsivo e um odor corporal característico, persistente e extremamente desagradável que lembra alho podre, repolho podre ou rábano, bem como náuseas, vômitos, dor de cabeça, gosto metálico na boca, sonolência e problemas neurológicos. O telúrio também é um potencial teratógeno.